# Chūhei Nambu
Chūhei Nambu (japonès: 南部忠平)  (Sapporo, 4 de maig de 1904 - Osaka, 23 de juliol de 1997) fou un atleta japonès, especialista en salt de llargada i en triple salt. Va guanyar la medalla d'or en triple salt i la de bronze en el salt de llargada en els Jocs Olímpics de Los Angeles 1932, i aconseguí la plusmarca mundial en salt de llargada amb 7,98 metres en 1931.